# Palazzo CEC
Il Palazzo CEC (in romeno Palatul CEC) è un edificio situato a Bucarest in Romania. Costruito nel 1900, si trova sulla Calea Victoriei di fronte al Museo Nazionale di Storia rumena ed ospita la sede della CEC Bank.

## Architettura
Costruito in stile eclettico su progetto di Paul Gottereau, il palazzo è sormontato da una cupola in vetro e metallo. L'ingresso presenta un arco sostenuto da due coppie di colonne in stile composito. I quattro angoli sono decorati con timpani e stemmi e sono sormontati da cupole rinascimentali.

## Storia

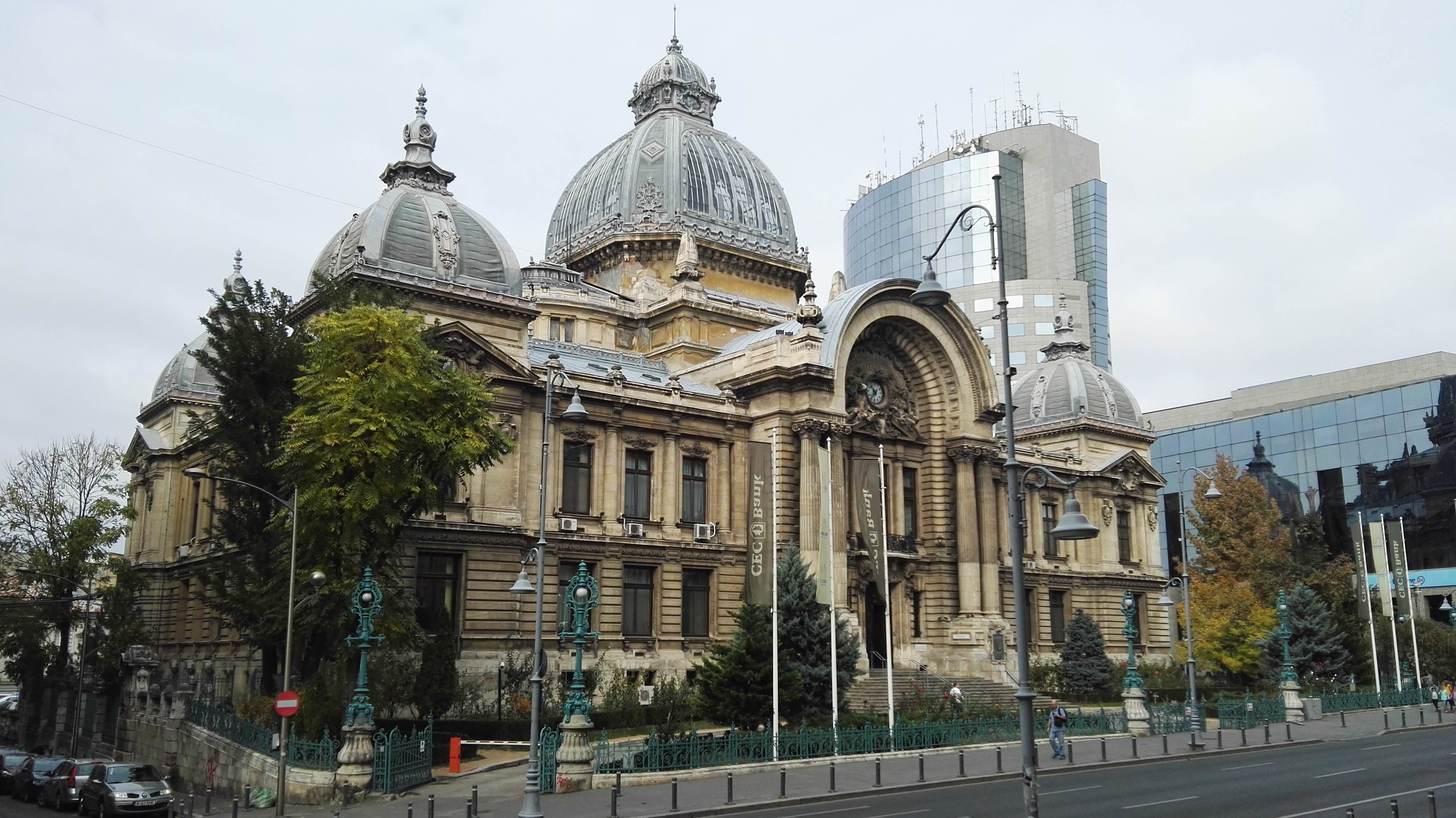
Vista del palazzo

Prima della costruzione del palazzo, il sito era occupata dalle rovine di un monastero (San Giovanni il Grande) e da una locanda. La chiesa del XVI secolo fu restaurata da Constantin Brâncoveanu nel periodo 1702-1703, ma in seguito si deteriorò e fu demolita nel 1875.
Il palazzo fu costruito per ospitare la nuova sede della banca più antica della Romania, l'ente pubblico di risparmio Casa de Depuneri, Consemnațiuni și Economie, in seguito noto come CEC (in rumeno Casa de Economii și Consemnațiuni) e dal 2008 CEC Bank. I lavori per la realizzazione iniziarono l'8 giugno 1897 e furono completati nel 1900. Il complesso fu progetto dall'architetto Paul Gottereau, con la costruzione che venne supervisionata dall'architetto rumeno Ion Socolescu.